# Grete Ring
Grete Ring (* 5. Januar 1887 in Berlin; † 18. August 1952 in Zürich) war eine deutsche Kunsthistorikerin und Kunsthändlerin.

## Leben
Die Eltern von Margarete Ring entstammten alten jüdischen Familien, der Vater Victor Ring (1857–1934) war Vizedirektor am Kammergericht Berlin, ihre Mutter Margarethe Marckwald (1861–1921) war die Schwägerin von Max Liebermann.
Ihr Studium der Kunstgeschichte schloss sie 1912 mit der Promotion bei Heinrich Wölfflin in München ab. Eine erste Anstellung fand sie an der Alten Pinakothek in München. 1919 kehrt sie zurück nach Berlin an die Nationalgalerie. Ihr kunsthistorisches Interesse galt dem 19. Jahrhundert, sie trug eine Sammlung von Handzeichnungen, unter anderen mit Werken von Carl Gustav Carus, Anselm Feuerbach, Caspar David Friedrich, Friedrich Overbeck, Adolph Menzel und Max Liebermann, zusammen.
Anfang der 1920er Jahre wechselte sie zum Kunstsalon Cassirer. Neben dem Kunsthandel organisierte sie Ausstellungen, verfasste Katalogaufsätze und schrieb Artikel für Kunstzeitschriften. Nach dem Freitod von Paul Cassirer übernahm Grete Ring zusammen mit Walter Feilchenfeldt die Leitung des Kunstsalons.
Im Januar 1928 fand bei Cassirer eine Van-Gogh-Ausstellung statt, die von dem Kunsthändler Otto Wacker beliefert wurde. Ring und Feilchenfeldt erkannten, dass ein Teil der Bilder Fälschungen waren. Dies ging als „Fall Wacker“ in die Kunstgeschichte ein.
Im selben Jahr ließ Grete Ring sich von dem befreundeten Architekten Wilhelm Büning ein Sommerhaus in Sacrow bei Potsdam bauen.
Bis 1935 arbeitete sie für den Kunstsalon Cassirer, dann emigrierte sie über Amsterdam, bis sie sich 1938 in London niederließ. Ihre Galerie in London wurde 1940 Opfer der deutschen Luftangriffe.
1949 veröffentlichte sie ihr bedeutendstes Werk A Century of French Painting 1400–1500. Grete Ring verstarb 1952 während eines Hospital-Aufenthalts in der Schweiz.

## Veröffentlichungen
- Beiträge zur Geschichte niederländischer Bildnismalerei im 15. und 16. Jahrhundert. Seemann, Leipzig 1913.
- Das Kunstwerk im Museum und an seinem geschichtlichen Standort.In: Kunst und Künstler, 16, 1918, S. 296–273.
- Der Kunstliterat. In: Kunst und Künstler, 18, 1920, S. 265–273.
- Die ersten französischen Watteausammler. In: Der Kunstwanderer, 3, 1921.
- Der Fall Wacker. In: Kunst und Künstler, Mai 1932, S. 153–165.
- [Vorwort ohne Titel]. In: Lebendige deutsche Kunst. Ausstellungsfolge in drei Abteilungen, veranstaltet von Paul Cassirer und Alfred Flechtheim. Erste Ausstellung 10. Dezember 1932 bis Mitte Januar 1933. Berlin: Paul Cassirer, 1932, S. 2–4.
- A Century of French Painting 1400–1500. London 1949.

## Ausstellung
Das Berliner Museum Liebermann-Villa am Wannsee widmet ihr unter dem Titel Grete Ring. Kunsthändlerin der Moderne eine Ausstellung, in der das Leben Rings mit Kunstwerken, Fotografien und Dokumenten rekonstruiert wird.